# 湖南投资集团股份
湖南投资集团股份有限公司（简称：湖南投资，原简称“湘中意A”；深交所：000548）为一家办公注册于湖南省长沙市的开发建设公司，主营路桥收费、公路建设、城市基础设施及房地产开发，业务跨越湖南和广西二省区。2010年，公司主营业务收入33,359.26万元，公司利润8,708.71万元。公司注册地点位于长沙新区，办公地点设于芙蓉中路508号君逸康年大酒店，主营业务范围为交通运输辅助业。
湖南投资集团股份前身为长沙中意电器集团公司长沙电冰箱厂，创立于1985年。由原长沙中意电器集团公司长沙电冰箱厂独家发起，以社会募集方式组建的股份有限公司。1992年始进行股份化改组，1993年年11月30日,“长沙中意电器股份有限公司”成立，12月7日完成工商注册，注册资本为18787万元。1993年10月27日至11月20日公司发行职工股660万股，公众股9540万股；同年12月20日“湘中意A”在深圳证券交易所上市交易。2000年4月1日经股东大会审议通过，公司更名为“湖南投资集团股份有限公司”。